# Joseph Bouasse
Joseph Bouasse Ombiogno Perfection (Iaundé, 1 de setembro de 1998 – Roma, 25 de maio de 2020) foi um futebolista camaronês que atuava como meio-campista. 

## Carreira
Estreou profissionalmente na Serie B pelo Vicenza em 25 de fevereiro de 2017, em um jogo contra o Avellino.

## Morte
Bouasse morreu em Roma, Itália, em 25 de maio de 2020, de parada cardíaca, aos 21 anos.